# Bundesreserve Getreide
Die Bundesreserve Getreide der Bundesrepublik Deutschland umfasst Einlagerungen von Brotgetreide (Weizen und Roggen) sowie Hafer. Diese Notvorräte an Grundnahrungsmitteln dienen in Krisensituationen der Versorgung der Bevölkerung mit Mehl und Brot (Daseinsvorsorge). Weitere Lebensmittel werden in der Zivilen Notfallreserve gespeichert.

## Lagerung
Für Einkauf, Wälzung und Kontrolle der nationalen Krisenvorräte in puncto Lebensmittel ist die Bundesanstalt für Landwirtschaft und Ernährung (BLE) zuständig.
Die Getreidevorräte werden nach etwa zehn Jahren über öffentliche Ausschreibungen verkauft und durch frisches Getreide ersetzt. Der Zustand des Lagers (Sauberkeit, bauliche Mängel, Gesunderhaltung der Ware) wird alle vier bis sechs Wochen durch Beauftragte des BLE kontrolliert.
Für kurze Transportwege im Krisenfall befinden sich diese Vorräte in der Nähe industrieller Getreidemühlen. Einer der Hauptstandorte für die Getreidelagerung in Nordrhein-Westfalen befindet sich in Neuss und wird vom Unternehmen Fortin verwaltet.

## Versorgung der Bevölkerung
Auf der Seite für häufige Fragen gibt das Bundesministerium für Landwirtschaft, Ernährung und Heimat Auskunft über die Versorgung der Bevölkerung im Notfall:

„Der Krisenbevorratung im Lebensmittelbereich liegt nicht der Ansatz zu Grunde, eine Vollversorgung der 82,7 Millionen (Stand: 15.Mai 2022) in der Bundesrepublik Deutschland lebenden Bürgerinnen und Bürger über einen längeren Zeitraum sicher zu stellen. Die staatlichen Notreserven im Lebensmittelbereich in Deutschland sollen dazu beitragen, kurzfristig Engpässe in der Versorgung der Bevölkerung zu überbrücken. Je nachdem, wie viele zu verpflegende Personen und welche Tagesration pro Person unterstellt werden, reichen die Vorräte, je nach eingelagertem Produkt, zwischen wenigen Tagen bis hin zu mehreren Wochen.“

Da die Versorgung von sehr vielen verschiedenen Faktoren (Art des Notfalls, welche Regionen sind betroffen, welche Lebensmittel werden benötigt …) abhängt, kann der genaue Zeitraum nicht näher eingegrenzt werden. Rechtsgrundlage ist das Ernährungssicherstellungs- und -vorsorgegesetz.